# 布埃薩科
布埃薩科是哥倫比亞的城鎮，位於該國西南部，由納里尼奧省負責管轄，距離首府帕斯托37公里，始建於1618年，面積682平方公里，海拔高度1,959米，2005年人口20,916。
1°23′N 77°10′W / 1.383°N 77.167°W